# Inglewood (Calgary)
Pour les articles homonymes, voir Inglewood.
Inglewood est un quartier du centre de Calgary, Alberta, Canada à l'est de la rivière Elbow et au sud de la rivière Bow, dont la rue principale est 9th Avenue SE. Le quartier abrite la Société de développement commercial d'Inglewood.
Inglewood est représenté au Conseil municipal de Calgary par la Circonscription Nº9.

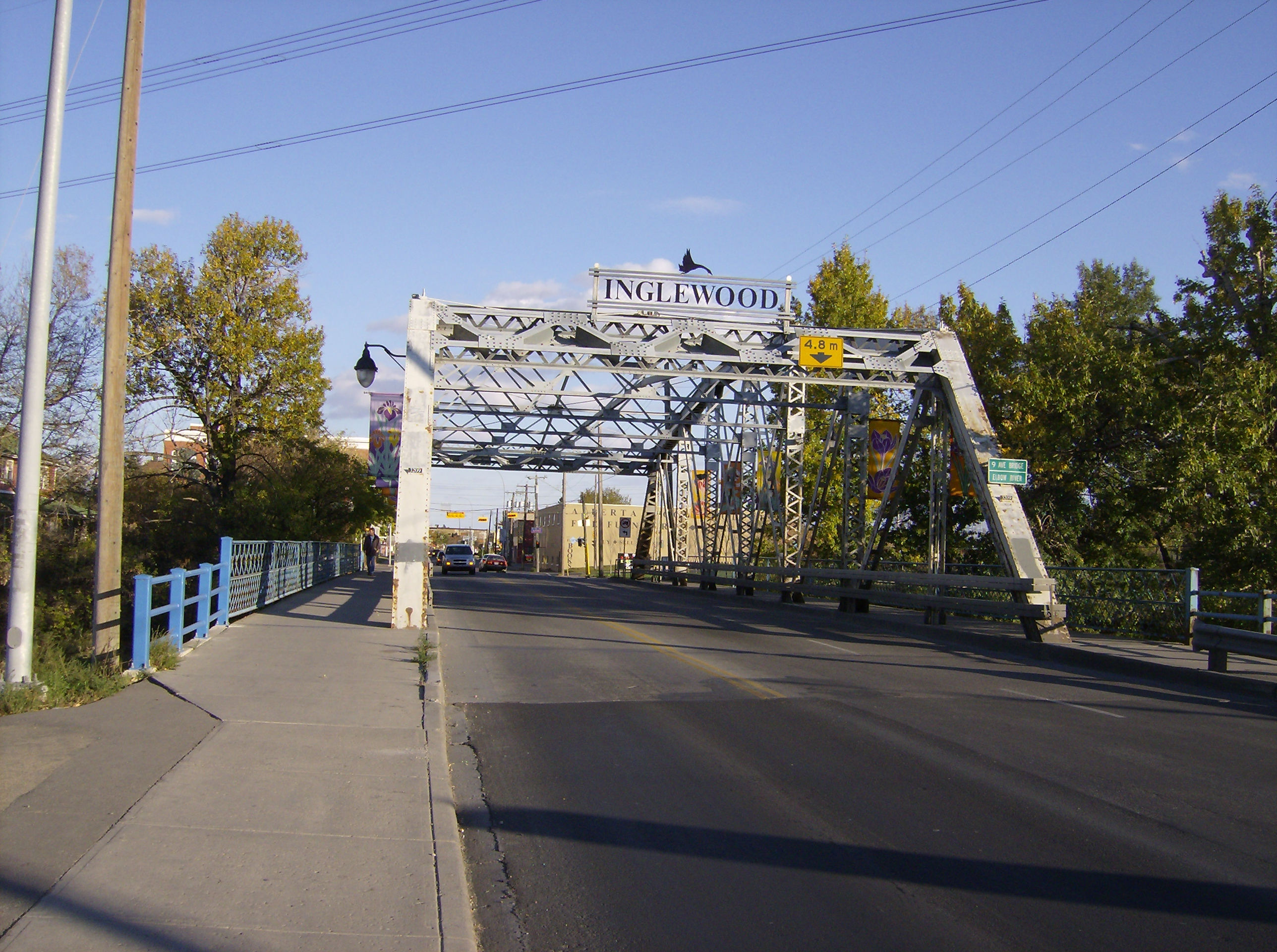
Pont d'Inglewood vu du centre-ville

Le code postal du quartier est T2G.